# Polyosma robusta
Polyosma robusta är en tvåhjärtbladig växtart som först beskrevs av Henry Nicholas Ridley, och fick sitt nu gällande namn av L.G. Saw. Polyosma robusta ingår i släktet Polyosma och familjen Escalloniaceae. Inga underarter finns listade i Catalogue of Life.